# Libertinos Século XXI
Libertinos Século XXI é um filme pornográfico brasileiro lançado em 2006 pela produtora X-Plastic, com distribuição da produtora Explicita. É o primeiro lançamento da X-Plastic a receber distribuição nacional após uma série de filmes independentes. 

## Elenco
- Karen NOFXXX foi descoberta pela produtora através da indicação de uma amiga [1] e participou de uma cena junto à atriz Monica Mattos. Durante a divulgação do filme, chegou a declarar que teve que deixar de ir a um show da banda NOFX para ir à gravação de sua cena. Libertinos tratou-se de seu primeiro filme pornográfico.
- Monica Mattos é uma das mais conhecidas atrizes pornô do mercado brasileiro e foi convidada para contracenar com Karen numa das cenas do filme.
- Russo Ramires é, ao lado de Karen, outro novato no gênero. É descrito como "uma mistura de Bukokski com galã de pornochanchada" pelos produtores do filme [1].
- Patricia Kimberly é uma garota de programa[1], acostumada com produções mais convencionais, mas que simpatizou com o projeto.
- Lilica e Marcelo são um casal de go-gos que atuam juntos. Casados na vida real, participaram do filme por sua afinidade com o fenômeno do alt porn. Lilica é uma conhecida X-Girl.

## Produção
Após o lançamento do filme Overdrive receber destaque na revista Sexy Premium, a produtora de filme pornográfico X-Plastic, composta por R Rufião, Marcelo Barbellax e Osvaldo Tatão, foi abordada pela Explicita, que se propôs a realizar uma parceria com o trio para o lançamento de novos filme com uma distribuição maior. 
Liberticos Século XXI foi o primeiro filme dessa parceira e é descrito como um grande "esforço coletivo", pois contou com a participação tanto de atrizes pornôs experientes quanto de garotas de programa, roqueiros e novatos no gênero. 
Composto de quatro cenas diferentes, o filme é intercalado por apresentações da "banda de um homem só" The Fabulous Go-go Boy from Alabama do guitarrista Luís Tissot, que abre cada uma das histórias.

## Repercussão
A Revista Premium dedicou uma matéria ao filme quando do seu lançamento, detalhando sua produção e seu impacto para o mercado brasileiro, por tratar-se de uma produção fora dos padrões existentes, atingindo um público diferenciado . O sucesso do filme levaria a X-Plastic à lançar Indulgência, uma produção ainda mais ousada e possuindo no seu elenco atrizes de maior renome no meio pornográfico, como Pâmela Butt e Patrícia Kimberly. 